# Éditions Gilles Defoly
Éditions Gilles Defoly ou EDG était un éditeur de jeux de société français. Il était surtout spécialisé dans les jeux pour jeunes joueurs, généralement fondés sur des contes et comptines.

## Quelques jeux édités
- L'Arche de Noë, 1994, Martine Millet
- Cendrillon, 1994, Dominique Ehrhard
- La Belle au bois dormant, 1994, Dominique Ehrhard
- Le Chaperon rouge, 1994, Dominique Ehrhard
- Le Petit Poucet, 1994, Dominique Ehrhard
- L'Arc-en-ciel, 1994, Sylvie Barc et Jean-Charles Rodriguez
- Loup y-es tu ?, 1994, Sylvie Barc et Jean-Charles Rodriguez
- Savez-vous planter les choux ?, 1994, Sylvie Barc et Jean-Charles Rodriguez
- Il est passé par ici, 1994, Martine Millet
- Il pleut, il pleut bergère, 1994, Sylvie Barc et Jean-Charles Rodriguez
- Une poule sur un mur, 1994, Sylvie Barc et Jean-Charles Rodriguez
- 1, 2, 3 j'irai dans les bois, 1994, Sylvie Barc et Jean-Charles Rodriguez